# Rockvale
Rockvale – miejscowość w Stanach Zjednoczonych, w stanie Kolorado, w hrabstwie Fremont, na obrzeżach zespołu miejskiego Florence - Cañon City.

## Gospodarka
Miasto w II poł. XIX w. i I poł. XX w. było węglowym ośrodkiem górniczym. Większość osadników była imigrantami, dużo mieszkańców ma wśród przodków Włochów oraz Polaków.